# بزرگراه میان‌ایالتی ۶۵
بزرگراه میان ایالتی ۶۵ (به انگلیسی: Interstate-65، مخفف:I-65) یکی از بزرگراه‌های میان ایالتی آمریکاست؛ که مسیر شمالی-جنوبی داشته و زیرمجموعه دارد. این بزرگراه، از بزرگترین بزرگراه‌های آمریکاست.